# 若开解放军
若开解放军（英語：Arakan Liberation Army，缩写ALA），是缅甸的一支由若开解放党（ALP）领导的少数民族地方武装部队。
缅甸若开邦有三支军队，由若开解放党（ALP）领导的若开解放军（ALA）是其中之一。为保护若开（Arakan）人民实现和平、正义、自由和发展，1973年在克伦民族联盟的支持下，若开解放军于泰缅边境成立。主要活动在缅甸、印度和孟加拉三国的交界地带。

## 兵力
编制未知，有士兵2000余人。

## 资料来源
- Arakan Liberation Party （页面存档备份，存于）